# Scolembia celata
Scolembia celata är en insektsart som beskrevs av Ross 2003. Scolembia celata ingår i släktet Scolembia och familjen Anisembiidae.
Artens utbredningsområde är Bolivia. Inga underarter finns listade.